# Acrocera infurcata
Acrocera infurcata är en tvåvingeart som beskrevs av Enrico Adelelmo Brunetti 1926. Acrocera infurcata ingår i släktet Acrocera och familjen kulflugor. Inga underarter finns listade i Catalogue of Life.